# Liste der Bodendenkmale in Barenburg
In der Liste der Bodendenkmale in Barenburg sind die Bodendenkmale der niedersächsischen Gemeinde Barenburg aufgeführt. Die Quelle ist der Denkmalatlas Niedersachsen.
- Bitte beachten Sie, dass diese Liste keinen Anspruch auf Vollständigkeit erhebt.
- Die Angaben ersetzen nicht die rechtsverbindliche Auskunft der zuständigen Denkmalschutzbehörde.
- Es sind nur Daten aus dem Denkmalatlas verarbeitet.
- Der Stand der Liste ist der 25. Mai 2025.

Barenburg im Landkreis Diepholz

## Allgemein
In den Spalten finden sich folgende Informationen des Bodendenkmales:
| Lage         | geographische Koordinaten                                                           |
| Bezeichnung  | Bezeichnung lt. Denkmalatlas                                                        |
| Beschreibung | Beschreibung lt. Denkmalatlas                                                       |
| ID           | Objekt-ID                                                                           |
| Bild         | Bild, ggf. zusätzlich mit Link zu weiteren Fotos im Medienarchiv Wikimedia Commons. |

## Barenburg
| Lage                        | Bezeichnung                    | Beschreibung | ID       | Bild |
| --------------------------- | ------------------------------ | --- | -------- | ---- |
| 52° 38′ 27″ N, 8° 46′ 31″ O | Barenburg 15, Mindener Heerweg | Westlich an der Kuppe des Dillenbergs vorbei. Hier hat sich über 222 m ein schon auf der Preußischen Landesaufnahme eingetragener Hohlweg von 18 m Breite bei 2 m Tiefe erhalten. An der Wegekreuzung, an der der Hohlweg endet, führte der Heerweg durch den kleinen Wald nach Nordosten, wo er im Ackerland die Dillenbergstraße kreuzt und dann in den nord-süd verlaufenden Feldweg übergeht und nahezu schnurgerade nach Norden durch die Gmk. Klein Lessen führt. Sicher datierbar in Mittelalter und Frühneuzeit. Mindener Heerstraße von Uchte über Kirchdorf, westlich an Sulingen vorbei nach Bassum. | 49818384 | BW   |